# Championnat de Guinée-Bissau de football 2015
Navigation
Édition précédente Édition suivante
La saison 2015 du Championnat de Guinée-Bissau de football est la trente-sixième édition de la Primeira Divisião, le championnat de première division en Guinée-Bissau. Les quatorze meilleures équipes du pays se retrouvent au sein d'une poule unique où elles s'affrontent à deux reprises. En fin de saison, les trois derniers du classement sont relégués et remplacés par les trois premiers de Segunda Divisião. 
C'est le Sport Bissau e Benfica qui remporte la compétition cette saison après avoir terminé en tête du classement final, avec deux points d'avance sur le Sporting Clube de Bissau et quatorze sur l'un des promus, led Lagartos de Bambadinca. C'est le neuvième titre de champion de Guinée-Bissau de l'histoire du club, qui réussit le doublé en battant Lagartos en finale de la Coupe de Guinée-Bissau.

## Les clubs participants
- Sporting Clube de Bafatá
- Sporting Clube de Bissau
- Sport Portos de Bissau
- Sport Bissau e Benfica
- Nuno Tristão Futebol Clube
- Estrela Negra de Bolama - Promu de Segunda Divisião
- Lagartos de Bambadinca - Promu de Segunda Divisião
- UDI Bissau
- Futebol Clube de Bijagos - Promu de Segunda Divisião
- Futebol Clube de Cantchungo - Promu de Segunda Divisião
- Tigres de São Domingos - Promu de Segunda Divisião
- Cuntum Futebol Clube
- Estrela Negra de Bissau
- CF Os Balantas

## Compétition

### Classement
Le classement est établi sur le barème de points suivant : victoire à 3 points, match nul à 1, défaite à 0.
| Rang | Équipe                       | Pts | J  | G  | N | P  | Bp | Bc | Diff |
| ---- | ---------------------------- | --- | -- | -- | - | -- | -- | -- | ---- |
| 1    | Sport Bissau e BenficaC      | 58  | 26 | 17 | 7 | 2  | 69 | 20 | +49  |
| 2    | Sporting Clube de Bissau     | 56  | 26 | 17 | 5 | 4  | 36 | 14 | +22  |
| 3    | Lagartos de BambadincaP      | 44  | 25 | 13 | 5 | 7  | 31 | 22 | +9   |
| 4    | Sporting Clube de Bafatá     | 42  | 25 | 12 | 6 | 7  | 42 | 24 | +18  |
| 5    | CF Os Balantas               | 39  | 26 | 10 | 9 | 7  | 24 | 18 | +6   |
| 6    | Futebol Clube de CantchungoP | 36  | 25 | 9  | 9 | 7  | 35 | 27 | +8   |
| 7    | Nuno Tristão Futebol ClubeT  | 36  | 26 | 9  | 9 | 8  | 36 | 33 | +3   |
| 8    | Tigres de São DomingosP      | 34  | 25 | 9  | 7 | 9  | 23 | 31 | -8   |
| 9    | UDI Bissau                   | 29  | 25 | 7  | 8 | 10 | 22 | 26 | -4   |
| 10   | Sport Portos de Bissau       | 27  | 25 | 7  | 6 | 12 | 26 | 31 | -5   |
| 11   | Cuntum Futebol Clube         | 26  | 25 | 7  | 5 | 13 | 23 | 37 | -14  |
| 12   | Futebol Clube de BijagosP    | 22  | 25 | 6  | 4 | 15 | 24 | 37 | -13  |
| 13   | Estrela Negra de Bissau      | 21  | 25 | 5  | 6 | 14 | 15 | 45 | -30  |
| 14   | Estrela Negra de BolamaP     | 16  | 25 | 4  | 4 | 17 | 22 | 63 | -41  |

|  | Champion de Guinée-Bissau 2015                                                               |
|  | Relégation en Segunda Divisião                                                               |
|  | T : Tenant du titre C : Vainqueur de la Coupe de Guinée-Bissau P : Promu de Segunda Divisião |

## Bilan de la saison
| Championnat de Guinée-Bissau de football 2015 |                                   |
| Champion                                      | Sport Bissau e Benfica (9e titre) |
| Coupes et trophées                            |                                   |
| Vainqueur de la Coupe de Guinée-Bissau 2015   | Sport Bissau e Benfica            |
| Qualifications continentales                  |                                   |
| Ligue des champions de la CAF 2016            | Aucun                             |
| Coupe de la confédération 2016                | Aucun                             |
| Promotions et relégations                     |                                   |
| Promus en Primeira Divisião                   | FC Pelundo                        |
| Promus en Primeira Divisião                   | Mavegro FC                        |
| Promus en Primeira Divisião                   | Estrela de Cantanhez              |
| Relégués en Segunda Divisião                  | Futebol Clube de Bijagos          |
| Relégués en Segunda Divisião                  | Estrela Negra de Bissau           |
| Relégués en Segunda Divisião                  | Estrela Negra de Bolama           |